# Philocasca thor
Philocasca thor är en nattsländeart som beskrevs av Nimmo 1971. Philocasca thor ingår i släktet Philocasca och familjen husmasknattsländor. Inga underarter finns listade i Catalogue of Life.